# Jitronice
Osada Jitronice (německy Gereuthern; dříve též Křoviště) stávala v lesích u silnice z Lužnice na Kuří v prameništi bezejmenného potoka, necelé 2 km od Polžova a necelý 1 km od Klepné. Po administrativní stránce spadala pod Lužnici, dnes místní část Pohorské Vsi.
První zmínky o osadě pochází z první poloviny 18. století, kdy se objevuje pod názvem Birhäuseln, později též jako Beerhäuseln a Bierhäuseln. Teprve v roce 1792 je uváděna jako Gereuthern. K roku 1910 žilo v osadě v 12 domech 63 německých obyvatel, k roku 1921 ve 13 domech 53 obyvatel. Po druhé světové válce došlo k odsunu zdejších německých obyvatel, osada následně nebyla dosídlena a postupně zanikla. Do současnosti se dochoval pouze sokl kříže.